# Особенное
Осо́бенное — философская категория.
Она выражает реальный предмет как целое в единстве и соотнесении единичного и общего (всеобщего) — его противоположных моментов.
Если не углубляться в рассмотрение категории, «особенное» — это что-то, что лишь выражает опосредованным образом взаимную связь между единичным и общим.
В реальном мире особенным является то, что отличает данные материальные объекты от других, тех, с которыми их сравнивают. Общим является то, что указывает на сходство сравниваемых материальных объектов. Особенное представляет собой те черты в отдельном (его состоянии, количественных и качественных характеристиках, сущности), которые отличают его от другого рода отдельного — отдельных предметов, процессов, явлений, что составляет его специфику.
Понятие особенного шире, чем понятие единичного. В роли особенного выступает не только единичное, но и общее, когда оно указывает на отличие одного материального объекта от другого. Единичное всегда выступает в роли особенного. Общее может выступать и в своей собственной роли, и в роли особенного.